# Zlatá liga 2005
Zlatá liga 2005 – 8. edice cyklu lehkoatletických mítinku Zlatá liga se uskutečnila od 1. července do 4. září roku 2005. Pro atlety a atletky kteří zvítězili ve všech šesti závodech byla vypsána prémie 1 milionu dolarů. V šesti závodech to dokázali: Taťjana Lebeděvová. 

## Mítink
| Datum        | Závod                | Stadion                 | Město  |
| ------------ | -------------------- | ----------------------- | ------ |
| 1. červenec  | Meeting de Paris     | Stade de France         | Paříž  |
| 8. červenec  | Golden Gala          | Stadio Olimpico         | Řím    |
| 29. červenec | Bislett Games        | Bislett Stadion         | Oslo   |
| 19. srpen    | Weltklasse Zürich    | Letzigrund              | Curych |
| 26. srpen    | Memoriál Van Dammeho | Stadion krále Baudouina | Brusel |
| 4. září      | ISTAF                | Olympiastadion Berlín   | Berlín |

## Výsledky
| Disciplína        | Francie                  | Itálie               | Norsko             | Švýcarsko                | Belgie                   | Německo                  |
| ----------------- | ------------------------ | -------------------- | ------------------ | ------------------------ | ------------------------ | ------------------------ |
| Muži              |                          |                      |                    |                          |                          |                          |
| 100 m             | Aziz Zakari              | Justin Gatlin        | Aziz Zakari        | Justin Gatlin            | Justin Gatlin            | Dwight Thomas            |
| 800 m             | William Yiampoy          | Alfred Kirwa Yego    | Mbulaeni Mulaudzi  | Wilfred Bungei           | Jurij Borzakovskij       | Mbulaeni Mulaudzi        |
| 1 500 m / Mile    | Daniel Kipchirchir Komen | Rašíd Ramzí          | Daham Najim Bashir | Daniel Kipchirchir Komen | Daniel Kipchirchir Komen | Daniel Kipchirchir Komen |
| 3 000 m / 5 000 m | Kenenisa Bekele          | Isaac Kiprono Songok | John Kibowen       | Kenenisa Bekele          | Eliud Kipchoge           | Bernard Lagat            |
| 110 m překážek    | Ladji Doucouré           | Dominique Arnold     | Ladji Doucouré     | Dominique Arnold         | Allen Johnson            | Dominique Arnold         |
| Skok vysoký       | Stefan Holm              | Andriy Sokolovskiy   | Stefan Holm        | Svatoslav Ton            | Víctor Moya              | Jaroslav Rybakov         |
| Hod oštěpem       | Tero Pitkämäki           | Andrus Värnik        | Tero Pitkämäki     | Tero Pitkämäki           | Sergej Makarov           | Tero Pitkämäki           |
| Ženy              |                          |                      |                    |                          |                          |                          |
| 100 m             | Christine Arronová       | Christine Arronová   | Christine Arronová | Veronica Campbell        | Christine Arronová       | Christine Arronová       |
| 800 m             | Světlana Čerkasová       | Hasna Benhassi       | Taťána Andrianova  | Zulia Calatyud           | Mayte Martínezová        | Zulia Calatyud           |
| 3 000 m / 5 000 m | Edith Masai              | Tiruneš Dibabaová    | Maryam Jamal       | Maryam Jamal             | Meseret Defarová         | Berhane Adereová         |
| 400 m překážek    | Lashinda Demusová        | Lashinda Demusová    | Sandra Glover      | Julija Pečonkinová       | Lashinda Demusová        | Sandra Glover            |
| Trojskok          | Taťjana Lebeděvová       | Taťjana Lebeděvová   | Taťjana Lebeděvová | Taťjana Lebeděvová       | Taťjana Lebeděvová       | Taťjana Lebeděvová       |